# جنگل‌روها
جنگل‌روها یا تیزروهای جنگلی (نام علمی: Ameiva) که با عنوان دوندگان جنگلی نامیده می‌شود، سرده‌ای از سوسمارهای دم‌شلاقی است که به خانواده سوسماران دم‌شلاقی وابستگی دارد.